# Cass Timberlane
Cass Timberlane és una pel·lícula estatunidenca dirigida per George Sidney, estrenada el 1947.
L'argument procedeix d'una novel·la escrita a la revista per Sinclair Lewis el 1945 Cass Timberlane: A Novel of Husbands and Wives, (Cass Timberlane, una novel·la d'esposes i esposos). La novel·la és un estudi de Lewis sobre el matrimoni, l'amor, el romanç, el cor i la confiança,

## Argument
La història és passa a un petit poble adormit. Timberlane un jutge envellint queda fascinat per la presència al tribunal d'una bella testimoni anomenada Jinny. Ambdós es casen i semblen bastant feliços, fins que les aspiracions artístiques de Jinny que a més s'enamora d'un amic de jovinesa de Cass, amenacen d'espatllar llur relació. Finalment, desil·lusionada amb el seu amant, Ginny torna a casa i esdevé la bona esposa.

## Repartiment
Spencer Tracy i Lana Turner conformen la parella protagonista, encara que per al paper femení també van sonar actrius com Jennifer Jones, Vivien Leigh i Virgínia Grey.
- Spencer Tracy: Cass Timberlane
- Lana Turner: Virginia Marshland
- Zachary Scott: Bradd Criley
- Tom Drake: Jamie Wargate
- Mary Astor: Queenie Havock
- Albert Dekker: Boone Havock
- Margaret Lindsay: Chris Grau
- Rose Hobart: Diantha Marl
- John Litel: Webb Wargate
- Mona Barrie: Avis Elderman
- Josephine Hutchinson: Lillian Drover
- Selena Royle: Louise Wargate
- Frank Wilcox: Gregg Marl
- Richard Gaines: Dennis Thane
- John Alexander: Dr. Roy Drover
- Cameron Mitchell: Eino Roskinen
- Howard Freeman: Hervey Plint